# Gill Sans
Gill Sans es un tipo de letra sans serif o palo seco muy usado actualmente; fue creado por el tipógrafo Eric Gill y publicada por la fundidora Monotype entre los años de 1928 y 1930. Sus formas están basadas en la Johnston underground creada por Edward Johnston para el Metro de Londres; la Gill Sans es ampliamente apreciada por sus sutiles y graciosas formas así como por su versatilidad.
Cabe resaltar el uso dado a esta tipografía por importantes empresas como el Ferrocarril de Londres y el Noreste y más tarde por los Ferrocarriles Británicos. También ha sido ampliamente usada por la editorial Penguin Books, incluso, en su primera y más importante colección de libros de bolsillo. También fue usada por Televisión Española de 1990 a 1997 para toda la grafía y maquetación de los programas.
Debido a que esta tipografía está incluida en el sistema operativo Mac OS X (común en el ámbito de la industria gráfica, editorial y publicitaria), la Gill Sans se encuentra en numerosas publicaciones, publicidades, identidades corporativas, signos y símbolos.
Desde 1999 el Gobierno de España y la Administración General del Estado han incorporado la tipografía Gill Sans a su programa de imagen institucional. El logotipo de instituciones y organismos dependientes de la Administración central (Ministerios, Secretarías de Estado, Fuerzas de seguridad, Museos nacionales, etc.) incluyen, junto al escudo de España, la denominación en tipografía Gill Sans. En 1997 la BBC comenzó a utilizar la Gill Sans como parte de su identidad corporativa en su marca y otras identidades de servicios derivados de la organización. La Iglesia de Inglaterra comenzó recientemente a emplear la Gill Sans como tipo principal en sus publicaciones y colecciones impresas.
La Gill Sans es similar a la Johnston underground, pero es fácil distinguir su principal diferencia en el punto de la "i" minúscula: Mientras que en la Johnston tiene forma de diamante en la Gill Sans es de forma redonda.
La Gill Sans hizo parte de un competitivo período en los años veinte, cuando muchas fundidoras o casas productoras de tipografías desarrollaron tipos de letra sans serif modernos para las principales tecnologías de composición tipográfica. La Gill Sans fue desarrollada por la casa inglesa Monotype para poder responder a la popular Futura, propiedad de la casa tipográfica Bauer.

## Organizaciones y empresas que usan la Gill Sans en su identidad
- Pontificia Universidad Católica del Perú
- Cáritas
- Euskal Irrati Telebista
- El Gobierno de España y la Administración General del Estado
- Junta de Extremadura
- Ayuntamiento de Madrid
- Telefónica Publicidad e Información
- Telefuturo: utilizado para lemas corporativos desde 1997 hasta 2003.
- Gráficos en Megavisión (desde 1990 hasta 1997)
- Gráficos y Generadores de Caracteres en TVE 1 y TVE 2
- Red Eléctrica de España
- RCN Televisión de Colombia (Utilizado En Promos, Cortinillas e Identificaciones desde 1998 hasta 2002)
- Noticias Caracol de Colombia (Utilizado en la Barra de Caracteres y los Créditos desde 1998 hasta 2006)
- Carlton Television
- Editorial SM
- BBC
- AMD
- Network Rail
- QVC
- La Royal Society of Arts - que galardonó a Eric Gill con el título de Real Diseñador para la Industria
- Saab
- Save the Children
- Saab Technologies
- La Universidad de Southampton
- La Wikimedia Foundation y Wikimedia Commons.
- El grupo Benetton
- Grupo Laminex
- Knudsen & Berg
- Philips
- World Vision International
- Universidad Rey Juan Carlos
- Cepsa
- Previsol AFJP
- EuskoTren
- Kutxa
- Sogecable
- Cirque du Soleil
- Universidad Veracruzana
- Diputación Provincial de Sevilla
- IQUADI Quality Design
- Sterling Cooper Advertising (Agencia de Publicidad ficticia de la serie Mad Men)
- Guardia Civil de España
- Eina Escola de Disseny i Art
- Ayuntamiento de Jerez de la Frontera
- Logo de Canal 13 (Chile) (2005-2010)
- World Vision